# Variável RV Tauri
Variáveis RV Tauri são estrelas variáveis supergigantes que exibem mudanças em luminosidade ligadas a pulsações radiais de suas superfícies. Essas mudanças de luminosidade estão correlacionadas com mudanças em sua classificação estelar. Quando estão no momento de maior luminosidade, são estrelas da classe espectral F ou G, e quando estão no momento de menor brilho, são estrelas da classe K ou M.
O período das flutuações de luminosidade pode variar de 30 a 150 dias e exibem momentos de mínimos primários e secundários, diferentes uns dos outros. A diferença entre os máximos e mínimos pode alcançar quatro graus de magnitude aparente. São classificados em duas subclasses:
- Variáveis RVa, cujo brilho médio não muda em relação ao tempo e;
- Variáveis RVb, que mostram uma variação periódica, costumeiramente com um período de 600 a 1500 dias, de seu brilho médio.

O protótipo dessas estrelas variáveis, a estrela RV Tauri, é uma estrela variável da classe RVb, com magnitude aparente de +9,8 em seu máximo brilho, e +13,3 em seu mínimo. O período da flutuação de sua luminosidade é de 78,7 dias.
Estrelas variáveis RV Tauri são objetos pós-AGB (ramo gigante assintótico - nebulosas protoplanetárias). Acredita-se que a maior parte dessas estrelas variáveis são binárias, com a matéria interestelar confinada em um disco.

## Membros mais brilhantes
São conhecidos pouco mais de 100 estrelas variáveis RV Tauri, e as mais brilhantes são listadas abaixo.
| Estrela | Magnitude apr. (máximo) | Magnitude apr. (mínimo) | Período (em dias) | Distância (em parsecs) | Luminosidade (Sol = 1) |
| ------- | ----------------------- | ----------------------- | ----------------- | ---------------------- | ---------------------- |
| R Sct   | 4,2                     | 8,6                     | 140,2             | 750 ± 290              | 9400 ± 7100            |
| U Mon   | 5,1                     | 7,1                     | 92,26             | 770 ± 280              | 3800 ± 2700            |
| AC Her  | 6,4                     | 8,7                     | 75,4619           | 1130 ± 390             | 2400 ± 1600            |
| V Vul   | 8,1                     | 9,4                     | 75,72             |                        |                        |
| AR Sgr  | 8,1                     | 12,5                    | 87,87             |                        |                        |
| SS Gem  | 8,3                     | 9,7                     | 89,31             |                        |                        |
| R Sge   | 8,5                     | 10,5                    | 70,594            |                        |                        |
| AI Sco  | 8,5                     | 11,7                    | 71,0              |                        |                        |
| TX Oph  | 8,8                     | 11,1                    | 135               |                        |                        |
| RV Tau  | 8,8                     | 12,3                    | 76,698            | 2170 ± 720             | 3700 ± 2600            |
| UZ Oph  | 9,2                     | 11,8                    | 87,44             |                        |                        |
| TW Cam  | 9,4                     | 10,5                    | 85,6              | 3100 ± 1100            | 3700 ± 2600            |
| TT Oph  | 9,4                     | 11,2                    | 61,08             |                        |                        |
| UY CMa  | 9,8                     | 11,8                    | 113,9             | 8400 ± 3100            | 4500 ± 3300            |
| DF Cyg  | 9,8                     | 14,2                    | 49,8080           |                        |                        |
| CT Ori  | 9,9                     | 11,2                    | 135,52            |                        |                        |
| SU Gem  | 9,9                     | 12,2                    | 50,12             | 2110 ± 660             | 1200 ± 770             |